# 教育実習
教育実習（きょういくじっしゅう）とは、教育職員免許状の授与を受けるために修得する単位のこと、または、その科目の内容として各学校で行われる実習のことである。

## 概要
免許状の授与を受けるためには教育実習の単位を得る必要がある。
取得しようとする校種により実施すべき機関や校種は異なるが、原則として養護教諭および栄養教諭を除くすべての校種・教科において必要である。ただし、一部の免許状については資格や実務経験を根拠に教育実習を実施することなく教員免許を取得することも可能である。
教職課程を設けている大学・短期大学・教員養成機関などで科目として開講されており、事前・事後指導分として1単位、実習本体として2～4単位が認定される。
免許状取得には事前事後指導分あわせて幼稚園・小学校・中学校で5単位、高等学校で3単位が必要である。教育実習の実施期間については法令では明記されておらず、各都道府県の教育委員会によって若干見解が異なるが、一般的に幼稚園・小学校で4週間（最低18日）、中学校で3週間（最低15日）、高等学校で2週間（最低10日）とされる。
なお、特別支援学校教諭は、「心身に障害のある幼児、児童又は生徒についての教育実習」を行う必要がある。免許状に定められる領域を扱う特別支援学校（複数の領域が定められる場合は、その中から任意の1領域でよい）で行う必要があり、期間は2週間（最低9日）とされる。
同様に養護教諭は「養護実習」、栄養教諭は「栄養教育実習」を行う必要がある。
2015年、文部科学省は学校インターンシップ（学校体験活動）を教育実習の代替単位とすることを可能とする答申を出し、平成28年改正の教員免許法改正により、平成31年度以降入学者より各大学の判断で教職課程に位置づけられることとなった。

## 実習校
教育実習は、原則として取得しようとする免許状の校種かその隣接校種で行う必要がある。
実習校の確保にあたっては、在籍する大学等によって次の方法が存在する。
- 実習希望者が実習校と交渉して内諾を得た後、実習希望者の在籍する大学等が正式に依頼を行う
- 実習希望者が在籍する大学等の附属学校で行う（国立大学では、国立大学附属学校に行く例も多い）
- 実習希望者分の実習校を大学が教育委員会などと交渉して確保する[7]

学校には教育実習生を受け入れる義務はない。業務とリスクが増加するにもかかわらず、次世代の教員育成のために、いわば学校の「厚意」によって実現しているものである。
そのため各学校毎に実習生の受け入れ基準や実施時期、実施内容等は異なり、卒業生しか受け入れない学校も少なくない。

## 実習の実際
教育実習の内容については法令等で定められておらず、その内容は教育委員会の内規や受け入れ校の校長及び指導教諭等現地教員により決定されているため、学校ごとあるいは教科ごとに実施内容が異なるが、多くの場合、学級指導・教科指導・学校行事など教育活動のほぼすべての領域に参加する。
法令上、教科指導は取得しようとする免許状の教科に限られているわけではないが、免許状を取得しようとする教科以外の教科の授業をあえて担当することは指導教諭・実習生とも負担になるだけであり、通常は行われない。ただし、中学校における実習では「特別の教科道徳」はこの限りではない。
- 説明、講話
  - 校長、生徒指導・進路指導・教務などの担当者から学校の教育活動の実際について説明、講話を受ける。
- 学級活動・ホームルーム活動
  - 学級・ホームルームにおける児童・生徒への連絡報告指導を担当する。具体的には、学級担任とともに朝、帰りの学級活動・ホームルーム活動や給食、清掃などの指導を行う。
- 授業参観
  - 指導教諭の指導のもとに授業を見学する。
- 教材研究
  - 指導教諭の指導のもと、実習で担当する授業の教材研究、学習指導案の作成、その他必要な授業の準備などを行う。
- 教科指導 
  - 指導教諭の指導のもとに実際の授業や、宿題・提出物等の点検・添削を行う。
- 研究授業
  - 学校が指定したスケジュールのもとに実習生の授業を公開する。他の教職員、実習生や大学の担当教員が見学する場合もある。
- 合評会
  - 研究授業等の総括・反省を行い、研究協議する。校長・教頭・指導教諭ならびに、研究授業を見学した教員が参加する。
- 校務
  - 指導教諭の指示のもとに、学校運営で必要な事務や作業等を行うこともある。
- その他
  - 課外活動や部活動、学校行事等における児童・生徒の指導を行うこともある。

## 特例
2020年度の教育実習については、コロナ禍で教育実習の実施が困難となっていることから、文部科学省は同年5月に実習期間の3分の1までは大学内での実習や授業で代替できると通知を出した。その後、同年8月11日文部科学省は、教育実習の代わりに大学の授業などを教育実習の代わりとして単位認定することを認める特例措置を発表した。なお萩生田光一文部科学大臣は、教員の質が低下しないように原則は教育実習を実施することを求めた。(2021年度も同様の対応が取られた。)